# Ta-lien
Ta-lien (čínsky pchin-jinem Dàlián, znaky zjednodušené 大连, tradiční 大連, dříve též Dairen, rusky Dalnyj) je důležité přístavní subprovinční město na jihu provincie Liao-ning v Čínské lidové republice. Leží na poloostrově Liao-tung, který odděluje Pochajské moře od Žlutého moře, naproti provincii Šan-tung.
Dnes je jeho součásí i Lü-šun-kchou (Port Arthur) a jedná se o druhé největší město provincie po jejím hlavním městě Šen-jangu. Má přes šest miliónů obyvatel, kteří žijí na ploše 13 237 kilometrů čtverečních.

## Doprava
V Ta-lienu je mezinárodní letiště Ta-lien Čou-šuej-c’.
Plují odsud trajekty na jih do Jen-tchaje na Šantungský poloostrov, ale protože jim cesta trvá přes šest hodin, je v plánu vybudovat 123 kilometrů dlouhý železniční podmořský tunel, který by ji zkrátil na 40 minut.

## Administrativní členění
Ta-lien se řadí mezi subprovinční města. Člení se na sedm městských obvodů, čtyři obvody vlastního města – Čung-šan, Si-kang, Ša-che-kchou a Kan-ťing-c’ a tři předměstské obvody. Dále k Šen-jangu patří dva městské okresy a jeden okres.
| 1 2 3 Kan-ťing-c’ Lü-šun-kchou Ťin-čou Pchu-lan-tien okres · Čchang-chaj městský okres · Wa-fang-tien městský okres · Čuang-che 1. Čung-šan 2. Si-kang 3. Ša-che-kchou |          |                       |                    |                                  |
| Název | Název    | Počet obyvatel (2020) | Rozloha km² (2020) | Hustota zalidnění (obyv. na km²) |
| český přepis | znaky    | Počet obyvatel (2020) | Rozloha km² (2020) | Hustota zalidnění (obyv. na km²) |
| Městské obvody |          |                       |                    |                                  |
| Čung-šan | 中山区   | 388 564               | 57                 | 6 794                            |
| Si-kang | 西岗区   | 305 317               | 29                 | 10 532                           |
| Ša-che-kchou | 沙河口区 | 670 310               | 43                 | 15 520                           |
| Kan-ťing-c’ | 甘井子区 | 1 798 458             | 541                | 3 322                            |
| Lü-šun-kchou | 旅顺口区 | 398 579               | 544                | 732                              |
| Ťin-čou | 金州区   | 1 545 491             | 1 954              | 791                              |
| Pchu-lan-tien | 普兰店区 | 629,664               | 2 597              | 243                              |
| Městské okresy |          |                       |                    |                                  |
| Wa-fang-tien | 瓦房店市 | 905 082               | 3 871              | 234                              |
| Čuang-che | 庄河市   | 742 496               | 3 962              | 187                              |
| Okres |          |                       |                    |                                  |
| Čchang-chaj | 长海县   | 66 824                | 144                | 464                              |
| |          |                       |                    |                                  |
| Celkem | Celkem   | 7 450 785             | 13 742             | 542                              |

## Partnerská města
- Bahía Blanca, Argentina
- Brémy, Německo
- Enschede, Nizozemsko
- Glasgow, Skotsko, Spojené království
- Houston, USA
- Inčchon, Jižní Korea
- Kaliningrad, Rusko
- Kitakjúšú, Japonsko
- Le Havre, Francie
- Maizuru, Japonsko
- Oakland, USA
- Ohrid, Severní Makedonie
- Pointe-Noire, Republika Kongo
- Rostock, Německo
- Štětín, Polsko
- Vancouver, Kanada
- Vladivostok, Rusko